# Cleistocactus tominensis
Cleistocactus tominensis ist eine Pflanzenart in der Gattung Cleistocactus aus der Familie der Kakteengewächse (Cactaceae). Das Artepitheton tominensis verweist auf das Vorkommen der Art bei Tomina im bolivianischen Departamento Chuquisaca.

## Beschreibung
Cleistocactus tominensis wächst strauchig mit anfangs nicht verzweigte, später an der Basis verzweigten, parallelen, aufrechten Trieben und erreicht bei Durchmessern von bis 5 Zentimeter Wuchshöhen von bis 2 Metern. Es sind 18 bis 22 niedrige, quer gefurchte Rippen vorhanden. Die 8 bis 9 dünnen, später kräftigen Dornen sind gelblich bis rötlich, vergrauen im Alter und sind bis 4 Zentimeter lang. Sie sind nur schwierig in Mittel- und Randdornen zu unterscheiden.
Die schmal röhrenförmigen Blüten sind grün bis gelb bis rosafarben oder gelegentlich an der Basis grün und zu den Spitzen hin rot. Sie sind bis 2,5 Zentimeter lang. Die Blütenhüllblätter sind ziemlich ausgebreitet. Die kugelförmige, hellrosafarben Früchte erreichen Durchmesser von bis 1,8 Zentimetern.

## Verbreitung, Systematik und Gefährdung
Cleistocactus tominensis ist in den bolivianischen Departamentos La Paz, Chuquisaca und Tarija im Andenvorland in Höhenlagen von 900 bis 2200 Metern verbreitet.
Die Erstbeschreibung als Cereus tominensis erfolgte 1931 durch Wilhelm Weingart. Curt Backeberg stellte die Art 1936 in die Gattung Cleistocactus.
Es werden folgende Unterarten unterschieden:
- Cleistocactus tominensis subsp. tominensis
- Cleistocactus tominensis subsp. micropetalus (F.Ritter) Mottram

In der Roten Liste gefährdeter Arten der IUCN wird die Art als „Least Concern (LC)“, d. h. als nicht gefährdet geführt.

## Nachweise